# Lucius Versenus Aper
Lucius Versenus Aper auch Lucius Versinius Aper war ein im 2. Jahrhundert n. Chr. lebender Angehöriger des römischen Ritterstandes (Eques).
Aper stammte aus Hispellum, dem heutigen Spello. Seine militärische Laufbahn bestand aus vier Kommandeursposten und ging damit über die für einen Angehörigen des Ritterstandes üblichen Tres militiae hinaus. Sein erstes Kommando ist unbekannt. Sein zweites Kommando ist durch ein Militärdiplom belegt: ein Lucius Versinius Aper war am 13. Dezember 156 n. Chr. Kommandeur der Cohors I Vindelicorum, die zu diesem Zeitpunkt in der Provinz Dacia superior stationiert war. Ein weiteres Diplom belegt sein drittes Kommando: ein Aper war im Jahr 157 Kommandeur der Ala VII Phrygum, die zu diesem Zeitpunkt in der Provinz Syria Palaestina stationiert war. Sein viertes Kommando ist durch eine Inschrift belegt: in ihr ist ein Lucius Versenus Aper aufgeführt, der Präfekt einer Ala war, die zu diesem Zeitpunkt in der Provinz Hispania citerior stationiert war; bei dieser Einheit handelt es sich um die Ala II Flavia Hispanorum.
Zu Ehren seines Bruders Versenus Granianus ließ er eine Inschrift errichten, die in Perusia, dem heutigen Perugia, gefunden wurde.